# Paul Schmidhalter
 (décembre 2007).
Si vous disposez d'ouvrages ou d'articles de référence ou si vous connaissez des sites web de qualité traitant du thème abordé ici, merci de compléter l'article en donnant les références utiles à sa vérifiabilité et en les liant à la section « Notes et références ».

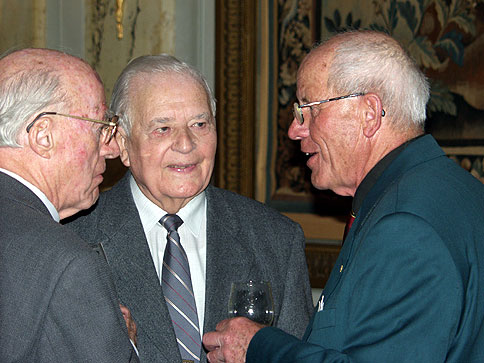
Jost Dillier, Max Aebischer et Paul Schmidhalter lors d'une réception.

Paul Schmidhalter, né le 12 janvier 1931 à Brigue et mort le 23 août 2005 à Montana, est un homme politique suisse. 

## Biographie
Il est portier à l'hôtel Dolder afin de payer ses études d'ingénieur à l'École polytechnique fédérale de Zurich. Son diplôme en poche, il dirige un bureau en génie civil dans sa ville natale.
Il est conseiller communal de 1972 à 1983, député suppléant, puis titulaire au Grand Conseil du canton du Valais de 1969 à 1984, où il préside le groupe parlementaire PDC du Haut-Valais. Il siège au Conseil national de 1983 à 1995. Au parlement fédéral, il se bat pour la construction du tunnel de base du Lötschberg. Il intervient en faveur du tracé d'autoroute par le sud pour contourner la ville de Viège et se bat contre les dépenses routières excessives.
Il préside le Conseil national de 1992 à 1993. Il préside la séance de l'Assemblée fédérale du 10 mars 1993 qui voit l'élection de Mme Ruth Dreifuss au Conseil fédéral. En septembre et octobre 1993, il dirige les travaux de la première session qui se tient hors de Berne, lorsque le parlement siège à Genève. Il effectue des voyages au Japon, en Australie, en Nouvelle-Zélande, en Roumanie et en Irlande. Il représente la Suisse à la béatification de Maurice Tornay à Rome.
Esprit indépendant, il se porte candidat dissident au Conseil d'État en 1981, puis 1997 sans être élu. Divisant les voix du parti majoritaire, il facilite ainsi l'élection du socialiste Peter Bodenmann. 
Il était un grand sportif : ski, golf et randonnées en montagne.
Ses obsèques ont lieu en présence des conseillers fédéraux Pascal Couchepin, Arnold Koller et Adolf Ogi.